# Estação McCowan
McCowan é uma estação do metrô de Toronto, localizada na linha Scarborough RT, o qual é o término leste da linha. McCowan é a estação de metrô mais oriental do metrô de Toronto. Localiza-se na McCowan Road, uma rua arterial que serve a estação. McCowan possui um terminal de estacionamento de trens (capaz de estacionar até 16 trens) e manutenção básica, embora reparos mais extensivos requerem transporte dos vagões a serem reparados até o terminal de manutenção da estação Greenwood, via caminhões.
McCowan não possui um terminal de ônibus integrado, e passageiros das linhas de superfície que conectam-se com a estação precisam de um transfer para poderem transferirem-se da linha de superfície para o metrô e vice-versa. Apesar de ser a estação mais oriental do metrô de Toronto, a grande maioria das linhas de ônibus do Toronto Transit Commission utilizam o Scarborough Centre como ponto de conexão (outras linhas utilizam Kennedy. McCowan atende a apenas duas linhas de superfície, ambas com término no Scarborough Centre. É uma das estações menos movimentadas do metrô de Toronto. O nome da estação provém da McCowan Road, a principal rua norte-sul servida pela estação.